# Quai de la Bataille-de-Stalingrad
Le quai de la Bataille-de-Stalingrad est un des axes principaux d'Issy-les-Moulineaux, en France.

## Situation et accès

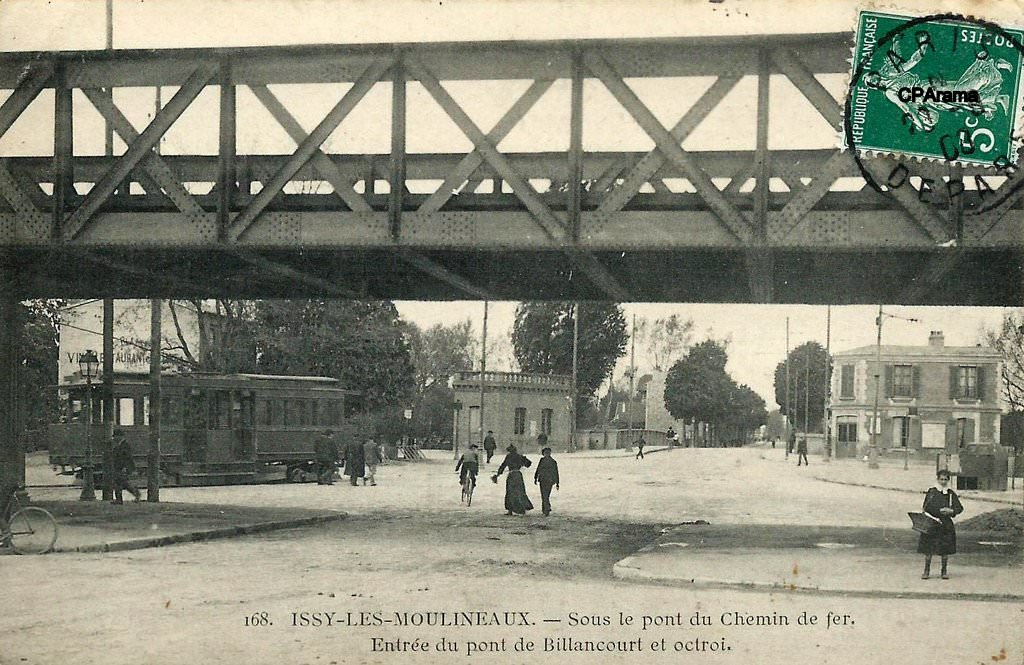
Pont de l'ancienne ligne de Puteaux à Issy-Plaine, place de la Résistance.

Le quai suit la route départementale 7 sur toute sa longueur. Commençant à l'ouest, au carrefour de la route de Vaugirard et de la rue de Vaugirard, il rencontre l'extrémité sud des ponts de Billancourt, au niveau de la place de la Résistance, où se rencontrent la rue Jean-Pierre-Timbaud (anciennement rue Jules-Gévelot), la rue du Docteur-Lombard et la rue Aristide-Briand.
Cette place est franchie par le pont ferroviaire de la ligne 2 du tramway, qui reprend à cet endroit le tracé de l'ancienne ligne de Puteaux à Issy-Plaine.
Un peu plus loin, l'entrée sud du passerelle du Parc-de-l'Europe se présente sur son trottoir gauche. Il se termine à l'embranchement du quai du Président-Roosevelt et de la rue Camille-Desmoulins.
Le quai est longé par la ligne 2 du tramway d'Île-de-France qui le dessert sur plusieurs stations.

## Origine du nom
Le nom de ce quai commémore la victoire décisive remportée par l'Armée rouge sur la 6e armée allemande.

## Historique
Cette voie, confondue avec le quai du Président-Roosevelt, portait le nom de « Grand Chemin de Grenelle au Bas Meudon » (Gc35).
La délibération du Conseil municipal du 23 décembre 1877 lui donna le nom de « quai d'Issy », ou encore « quai d'Issy-les-Moulineaux ».

## Bâtiments remarquables et lieux de mémoire
- Île Saint-Germain.

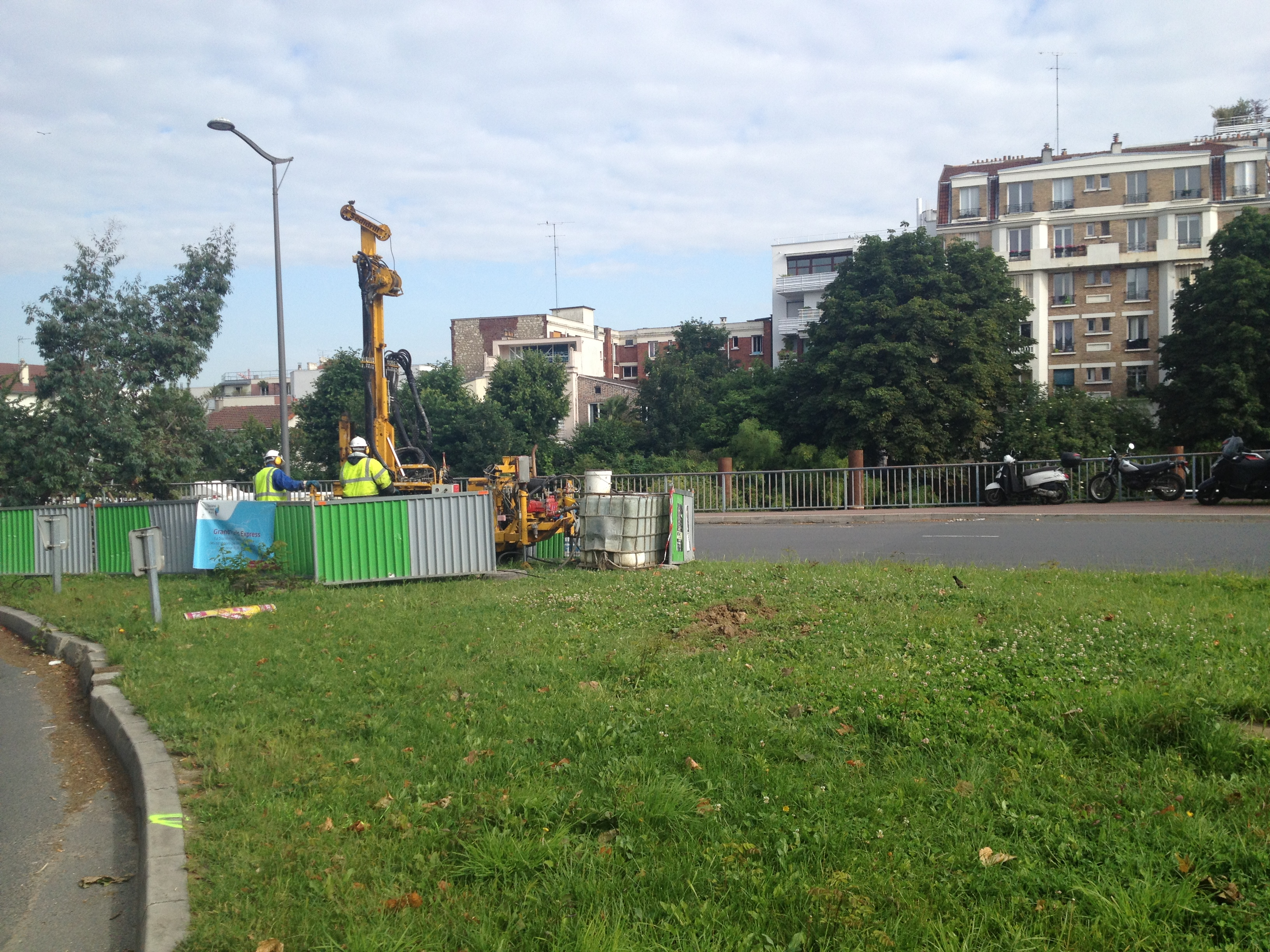
Forage Grand Paris Express, place de la Résistance.

- L'ouvrage Résistance, près de la place de la Résistance. À terme, cet ouvrage de service sera un des puits de ventilation de la ligne 15 du métro de Paris[4].
- Siège de la société Sodexo[5].
- Centre commercial Issy 3 Moulins.